# Gârbovățu de Jos
Gârbovățu de Jos – wieś w Rumunii, w okręgu Mehedinți, w gminie Corcova. W 2011 roku liczyła 495 mieszkańców.